# Cyrano de Bergerac (film, 1900)
Cyrano de Bergeracu je francouzský němý film z roku 1900. Režisérem je Clément Maurice (1853–1933). Film trvá necelé dvě minuty a byl představen na Světové výstavě v Paříži. Film je považován za první barevný a současně zvukový film. Ve skutečnosti nebyl barevně nafilmován ale dodatečně kolorován a zvuk byl předem zaznamenán na fonografický válec.
Jedná se o první filmovou adaptaci divadelní hry Cyrano z Bergeracu od Edmonda Rostanda. Ve filmu hrál Benoît Constant Coquelin, který ztvárnil hlavního hrdinu už o tři roky dříve při premiéře hry a pro kterého to byla jediná filmová role v kariéře.

## Děj
Dvouminutový snímek zachycuje pouze jednu scénu s šermířským duelem v Burgundském paláci.